# دانيل ليفي (محلل سياسي)
دانيل ليفي هو محامي ومحلل ومعلق ومؤلف بريطاني-إسرائيلي ومستشار سابق للحكومة الإسرائيلية يتمتع بخبرة في الشرق الأوسط والقضية الفلسطينية. كان مفاوضًا إسرائيليًا سابقًا في قمة طابا وعملية السلام في اتفاقية أوسلو 2. وهو الرئيس الحالي لمشروع الولايات المتحدة والشرق الأوسط (USMEP) وكان من بين مؤسسي منظمة جي ستريت (J Street). وحاليًا هو من مناصري القضية الفلسطينية.

## الحياة والتعليم
دانيال ليفي هو ابن اللورد مايكل ليفي.
درس العلوم السياسية في كلية الملك في كامبريدج، وحصل على البكالوريوس والماجستير. وكان الرئيس العالمي للاتحاد العالمي للطلبة اليهود في القدس من عام 1991 إلى عام 1994.

## حياة مهنية

### جندي إسرائيلي، مفاوض السلام
خدم ليفي في الجيش الإسرائيلي كضابط صف. ومن عام 1999 إلى عام 2000 شغل منصب رئيس وحدة شؤون القدس في عهد الوزير حاييم رامون. شغل منصب مستشار وزير العدل يوسي بيلين.
شغل منصب مفاوض إسرائيلي في محادثات السلام مع القادة الفلسطينيين خلال سنوات خدمته في الجيش الإسرائيلي في عهد رئيس الوزراء الإسرائيلي إسحق رابين (رئيس الوزراء 1992-1995). ومرة أخرى في عهد إيهود باراك (رئيس الوزراء 1999-2001).  وكان رئيساً لصياغة مبادرة جنيف لعام 2003 مع غيث العمري. 

### الدعوة غير الحكومية
ليفي هو الرئيس الحالي لمشروع الولايات المتحدة والشرق الأوسط. وسبق له أن ترأس برنامج الشرق الأوسط وشمال أفريقيا في المجلس الأوروبي للعلاقات الخارجية من 2012 إلى 2016. وقد عمل أيضًا كمدير في فريق عمل الشرق الأوسط التابع لمؤسسة أمريكا الجديدة وكزميل في مؤسسة القرن.  عمل سابقًا كمحلل في مجموعة الأزمات الدولية. 
وهو من بين مؤسسي منظمة J Street وعمل في المجلس الاستشاري للمنظمة. وهو أيضًا عضو مؤسس في مجلس إدارة مولاد: مركز تجديد الديمقراطية الإسرائيلية  بالإضافة إلى تحالف الشتات.
وهو عضو في مجلس إدارة صندوق إسرائيل الجديد  وأمين صندوق روكفلر براذرز.

### وسائل الإعلام والمطبوعات
عمل ليفي كمحرر في مجلة فورين بوليسي، وعمل كمحرر مؤسس لقناة الشرق الأوسط الخاصة بهم. ينشر ويتحدث على نطاق واسع في المسائل المتعلقة بإسرائيل وفلسطين. وقد ظهر في منشورات وقنوات مثل ذا نيشن ، ونيويورك تايمز، وهآرتس، وبي بي سي، والجزيرة، وسي إن إن.

## آرائه
ينتقد ليفي الاحتلال الإسرائيلي للأراضي الفلسطينية، ويصف هذه المعاملة بأنها "غير ديمقراطية". وقد انتقد "سعي القادة السياسيين الإسرائيليين إلى إقامة دولة يهودية عرقية على حساب دولة يهودية ديمقراطية". 

وفيما يتعلق بدوافعه في إنشاء «جي ستريت»، في عام 2009، قال لصحيفة الجارديان:
"ما كان لدينا حدس بشأنه، والذي تم إثباته عندما تم إطلاق «جي ستريت»، هو أن هناك قاعدة كبيرة جدًا من اليهود الأمريكيين الذين يهتمون بإسرائيل والذين يصنفون أنفسهم على أنهم مؤيدون لإسرائيل. لكن تأييدهم لإسرائيل هو أمر لا مفر منه". حول ضرورة أن تكون إسرائيل في حالة سلام مع جيرانها لكسب الأمن، وليس من خلال وجودها التوسعي المستمر. في الواقع، هذا يعرض إسرائيل للخطر." 
أعرب ليفي علنًا عن قلقه بشأن "إساءة استخدام" معاداة السامية واستخدامها كسلاح في سياق الخطاب العام حول السياسة الفلسطينية والإسرائيلية. 
أعرب عن انتقاداته لتصرفات الحكومة الإسرائيلية خلال الحرب الفلسطينية الإسرائيلية 2023، مشددًا على "التكلفة المتزايدة وغير المعقولة في حياة المدنيين" وعدم وجود رؤية سياسية متماسكة تتعلق بالإجراءات العسكرية الإسرائيلية المستمرة. كما دعا في الوقت نفسه إلى تجديد القيادة الفلسطينية لتكون أكثر "شمولية"، مشيراً إلى الحاجة إلى دمج حماس في السلطة الفلسطينية.
على الرغم من مشاركته في عملية السلام بنفسه في وقت سابق من حياته المهنية، انتقد ليفي بشدة التاريخ الحديث للمقاربات الدبلوماسية مع إسرائيل بسبب الافتقار إلى آليات التنفيذ والعواقب المترتبة على انتهاكات الحقوق. وأعرب عن قلقه من أن عملية السلام أصبحت "ملجأ للأوغاد الذين يريدون الإبقاء على الوضع الراهن".

### نقد
تعرضت تصريحات ليفي وأنشطته العامة لانتقادات في وسائل الإعلام المحافظة مثل واشنطن إكزامينر ونقابة الأخبار اليهودية، بما في ذلك من قبل المراسل جيمس كيرشيك، ومن قبل منتدى الشرق الأوسط. ويشكك النقاد في وجهة نظره بشأن الأحداث التاريخية وعدم وجود دعم أوضح لإسرائيل.

## روابط خارجية
- ظهور دانييل ليفي في مكتبة فيديو سي سبان (12 تسجيل فيديو، 2003-2018)